# Đế quốc Bulgaria
Trong thời trung cổ của châu Âu, Bulgaria xem như là Đế quốc Bulgaria (tiếng Bulgaria: Българско царство, đã Latinh hoá: Balgarsko tsarstvo, phát âm tiếng Macedonia: [ˈbəlɡɐrskʊ ˈt͡sarstvʊ]), trong đó, nó hành động như một chính thể quyền lực trong khu vực (đặc biệt so sánh với Byzantium ở Đông Nam Âu) xảy ra trong hai giai đoạn: giữa thế kỷ thứ bảy và mười một, và một lần nữa giữa thế kỉ thứ mười hai và mười bốn. Hai "Đế chế Bulgari" không được coi là thực thể riêng biệt, nhưng thay vào đó như một tiểu bang phục hồi sau một thời gian cai trị bởi La mã.

## Đệ Nhất Đế quốc Bulgaria

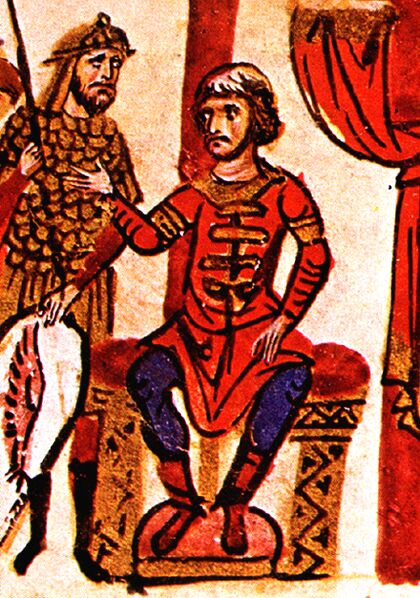
Kanasubigi Omurtag (814-831)

Đế quốc đầu tiên được thành lập trên lãnh thổ cả hai phía bắc và phía nam của vung đất thấp hơn Sông Danube, và thường được miêu tả là kéo dài giữa năm 681 và 1018, khi nó đã bị khuất phục bởi các Đế quốc Byzantine mặc dù hoàng Đế Samuel chống trả quyết liệt. Nó tiếp cận dần dần đến văn hóa của nó và lãnh thổ apogee trong thế kỷ thứ 9 và đầu thế kỷ 10 dưới thời hoàng Tử Boris và Hoàng Đế Simeon,  nó đã phát triển vào nền văn hóa và văn học trung tâm của Slavic châu Âu, cũng như một trong các quốc gia lớn nhất ở châu Âu.

## Đệ Nhị Đế quốc Bulgaria
Bulgaria đã được phục hồi thành Đế quốc thứ hai sau   một cuộc nổi dậy thành công của hai quý tộc từ Tarnovo, Asen và Peter, trong 1185, và tồn tại cho đến khi nó bị chinh phục bởi Ottoman cuộc xâm lược của Balkans vào cuối thế kỷ 14, ngày của nó bị chinh phục thường được cho là 1396, mặc dù một số khác xem là 1422. Dưới thời Ivan Asen II trong nửa đầu của thế kỷ 13 quốc gia dần phục hồi quyền lực của nó, mặc dù điều này không thể kéo dài do vấn đề nội bộ và ngoại xâm.Đế quốc trở thành một nhánh của Golden Horde, một quốc gia kế thừa của Đế chế Mông Cổ trong thế kỷ 13 tới 14. Sau cái chết của hoàng Đế Ivan Alexander trong 1371 Bulgaria được chia thành ba nước và trong thập kỷ sau rơi vào sự thống trị của Ottoman.

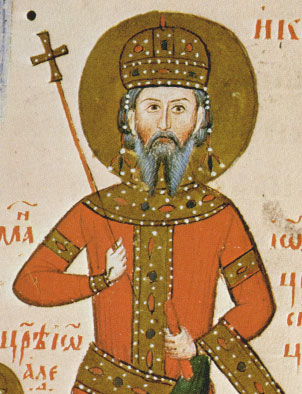
Sa hoàng Ivan Aleksandǎr (1331-1371)

## Bản đồ

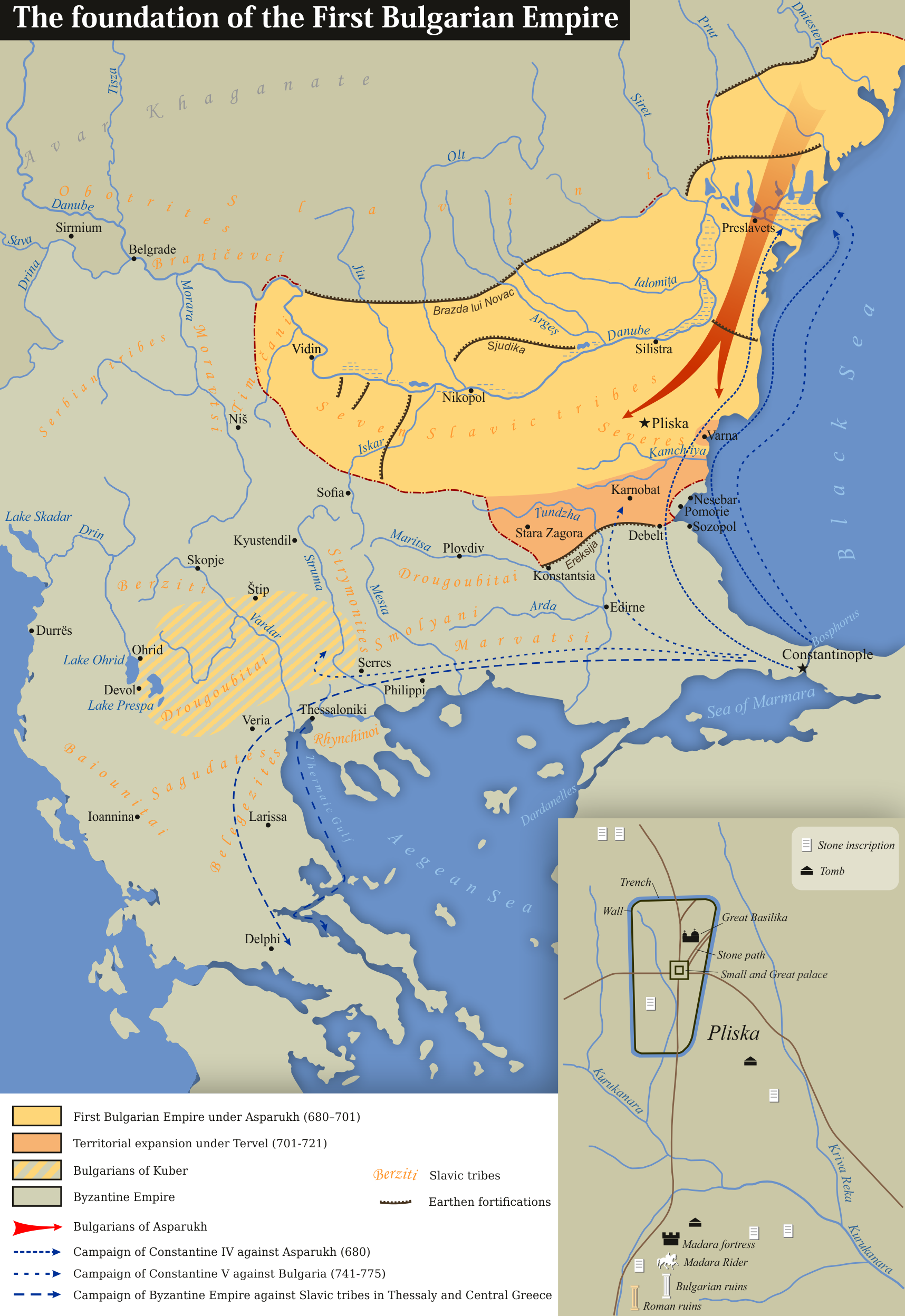
Bulgaria sau khi nền tảng của nó bởi kanasubigi Asparukh trong 681
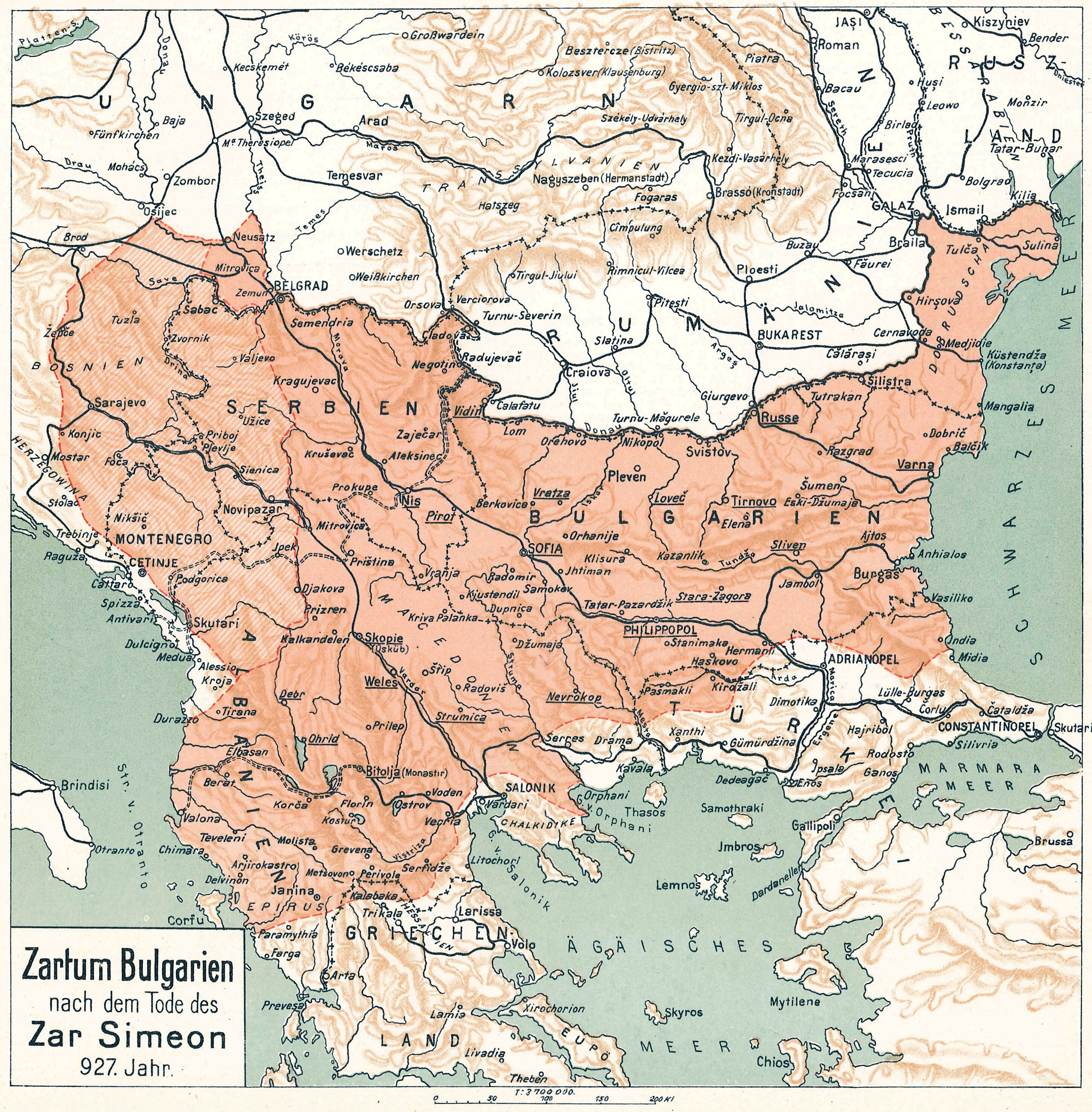
Bản đồ của Bulgaria trong lớn nhất của nó mở rộng lãnh thổ dưới Đại Simeon
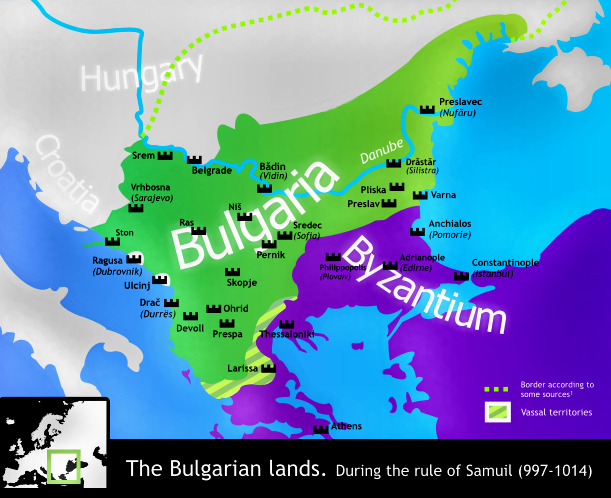
Bản đồ của Bulgaria trong suốt triều đại Simeon
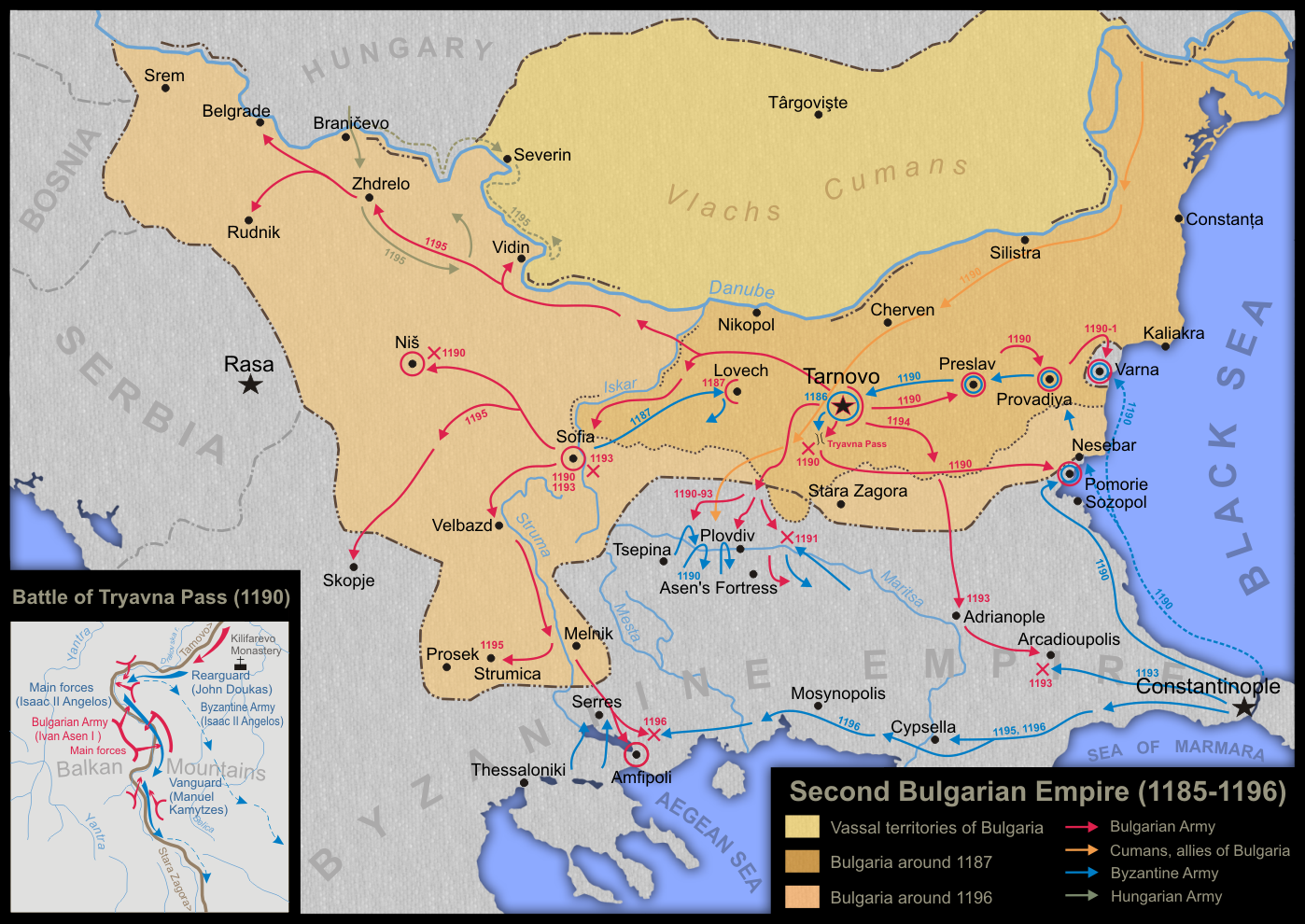
Bulgaria dưới các anh em Peter và Asen
Đế chế bungary trong suốt triều đại của Ivan Asen II
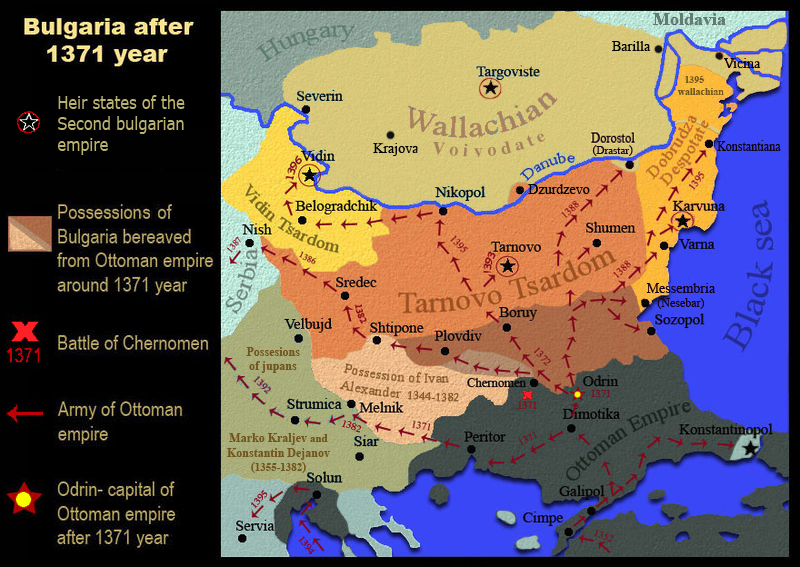
Đế chế thứ Hai bulgaria sau cái chết của Ivan Aleksandǎr